# 李嘉嚞
李嘉嚞（?—?），籍贯不详，曾代行中华民国西藏辦事長官职权。

## 生平
李嘉嚞原為清朝四川补用知县，后被联豫请调到西藏，任西藏理事官。清朝滅亡後，李嘉嚞被藏人趕出西藏，1913年时住在印度，任陸興祺的秘书。
1913年10月5日，陸興祺向時任中華民國總統袁世凯和國務院推薦李嘉嚞赴西姆拉參加西姆拉會議。由于中方全權代表陳貽范在西藏问题上，因缺乏经验，落入英国圈套，使中國對西藏主權面临巨大损失，陸興祺通过李嘉嚞等人的信息，向中国中央政府致電彙報情况，使中方的损失略有减少。
1916年3月2日，西藏办事长官陸興祺请假，此后又长期请假，直到1924年仍在请假。1916年3月2日至1922年，陸興祺的秘书李嘉嚞代行辦事長官职权。
此后其生平不详。